# فی دلو
فی دلو یک ستاره است که در صورت فلکی دلو قرار دارد.